# فرودگاه اوگولنی
فرودگاه اوگولنی (به روسی: Аэропорт Угольный) فرودگاهی عمومی نظامی واقع در کشور روسیه است که توسط Federal State Unitary Enterprise "ChukotAVIA" اداره می‌شود.

## شرکت‌های هواپیمایی و مقصدهای پروازی

### مسافری
| شرکت‌های هواپیمایی | مقصدهای پروازی                                              |
| ----------------- | ----------------------------------------------------------- |
| Bering Air        | چارتر: نوم                                                  |
| چوکوتاویا         | Egvekinot، Keperveyem، لاورنتیا، Markovo، پوک، پرویدنیا بای |
| یوتی‌ایر اوییشن    | ونوکووا                                                     |
| VIM Airlines      | دوموده‌دوو                                                   |
| یاکوتیا ایرلاینز  | خاباروفسک ناوی, سوکول                                       |

### باری
| شرکت‌های هواپیمایی | مقصدهای پروازی |
| ----------------- | -------------- |
| ولگا-نپر ایرلاینز | charters       |